# Aderus delamarei
Aderus delamarei es una especie de coleóptero de la familia Aderidae. Fue descrita científicamente por Maurice Pic en 1946.

## Distribución geográfica
Habita en Costa de Marfil.